# 宮前村 (京都府)
宮前村（みやざきむら）は、京都府南桑田郡にあった村。現在の亀岡市宮前町各町にあたる。

## 地理
- 山岳：城山
- 河川：本梅川

## 歴史
- 1889年（明治22年）4月1日 - 町村制の施行により、宮川村・猪倉村・神前村の区域をもって発足。
- 1955年（昭和30年）1月1日 - 亀岡町・東別院村・西別院村・曽我部村・吉川村・薭田野村・本梅村・畑野村・大井村・千代川村・馬路村・旭村・千歳村・河原林村・保津村と合併して亀岡市が発足。同日宮前村廃止。